# Gazoline (группа)
Gazoline— рок-группа из Квебека (Канада). Они исполняют музыку на французском языке. Являются частью волны возрождения нынешнего Квебекского альтернативного рока.

## История

### Начало творчества и развитие группы
Сформированный в 2006 году коллектив Gazoline сначала получил место на музыкальной сцене города Сагеней как Les Horn Abbots. После нескольких конкурсов и шоу на местной сцене, группа переименовывается на Gazoline. В январе 2012 года группа выпустила свой первый профессиональный EP Futurbabymama под независимым лейблом, при поддержке режиссера Xavier Cafeine и звукорежиссерa Ryan Battistuzzi. Альбом состоявший из пяти песен, привёл группу к интенсивному освещению группы средствами массовой информации по всему Квебеку, будь то в Le Journal de Montréal, La Presse, Métro, Bandeapart.fm или MusiquePlus. Futurbabymama также был назван "приливной волной Квебекской рок-сцены" газетой Voir через несколько недель после его выхода. Приезд музыкантов в большой мегаполис был впервые отмечен вторым местом в конкурсе Francouvertes 2012. В конкурсе участвовало более 300 групп.

### Первый альбом
В том же году, они переехели из Сагенея в "город", чтобы впитать ночную дикую природу Монреаля. Это знаменует собой новую идентичность до последнего одноимённого альбома Gazoline, так как группа окружена Xavier Cafeine для достижения целей, Ryan Battistuzzi в качестве сорежиссера (Malajube, Les Breastfeeders), Gas Van Go (Les Trois Accords, Vulgaire Machins, Priestess). Эта первая публикация запустила Gazoline перед современной рок-сценой Квебека, связывая Канадские СМИ выступления и туры с 2014 года.
Gazoline затем подписал с L-A be let artists be контракт для выпуска своего первого альбома под названием Gazoline 25 марта 2014 года, который позже был номинирован в "Рок-альбом года" к другим Гала ADISQ. Это первое производство знаменует собой музыкальный поворотный момент для их творчества, которое представляет собой более разнообразный и зрелый продукт чем их Futurbabymama. Альбом был очень хорошо оценён критиками и опять хорошо принят в СМИ. После выпуска своего первого сингла эти люди танцевали от счастья, Gazoline выбирается NRJ Radio NRJ Buzz в марте, который был фактически одним лидеров новой волны рок музыки для широкой общественности в Квебеке в 2014 году. В этом же году, группа отправляется в канадские туры, используется для больших шоу, как Voix и многое другое, что сделает Gazoline одной из ведущих групп новой волны рок музыки "широкой публики" Квебека, наряду с такими группами, как Caravane, Mordicus, Lubik, Ariel и так далее.

### Второй альбом
Квартет выпустил альбом с акцентами нового течения под названием "Brûlensemble" 16 сентября 2016. Доступны в течение лета 2016 года были Brûlensemble II и Parfaite.

## Дискография
- 2012 - Futurbabymama - EP (Ambiances Ambiguës)
- 2014 - Gazoline (L-A be let artists be / Ambiances Ambiguës)
- 2015 - Je cherche (Ambiances Ambiguës) (Single)
- 2016 - Brûlensemble (L-A be / Ambiances Ambiguës)